# Hrabia Merioneth

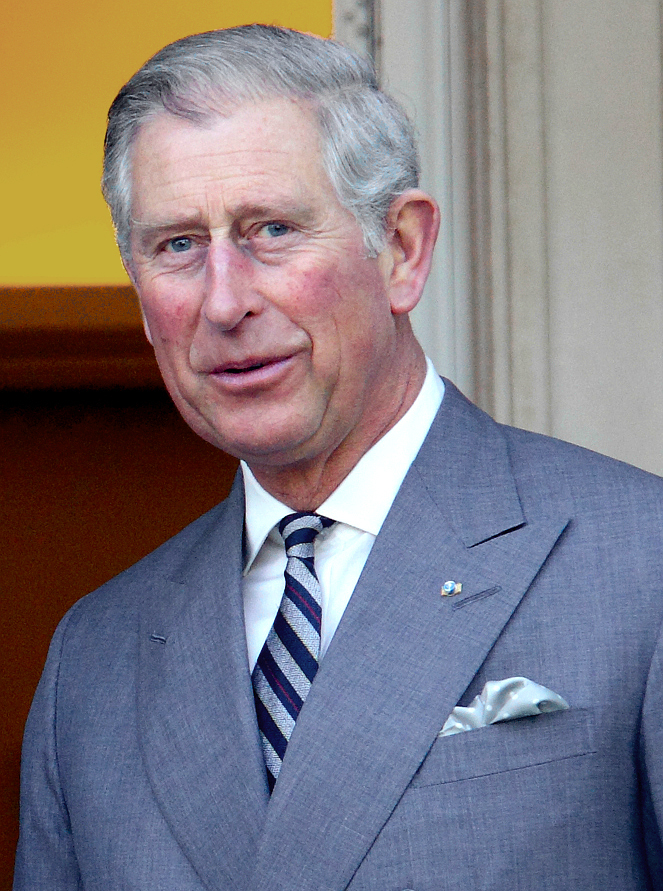
Karol, książę Walii, obecny hrabia Merioneth

tytuł Hrabia Merioneth jest brytyjskim tytułem parowskim utworzonym w 1947 r. wraz z tytułem Księcia Edynburga  i Barona Greenwich dla Księcia Filipa.
Merionethshire jest jednym z trzynastu historycznych hrabstw Walii, wicehrabstwem i byłym hrabstwem administracyjnym.

## Hrabiowie Merioneth (od 1947)
- Filip, książę Edynburga (1921–2021)
- Karol, książę Walii (ur. 1948)